# معماری اتروسکی

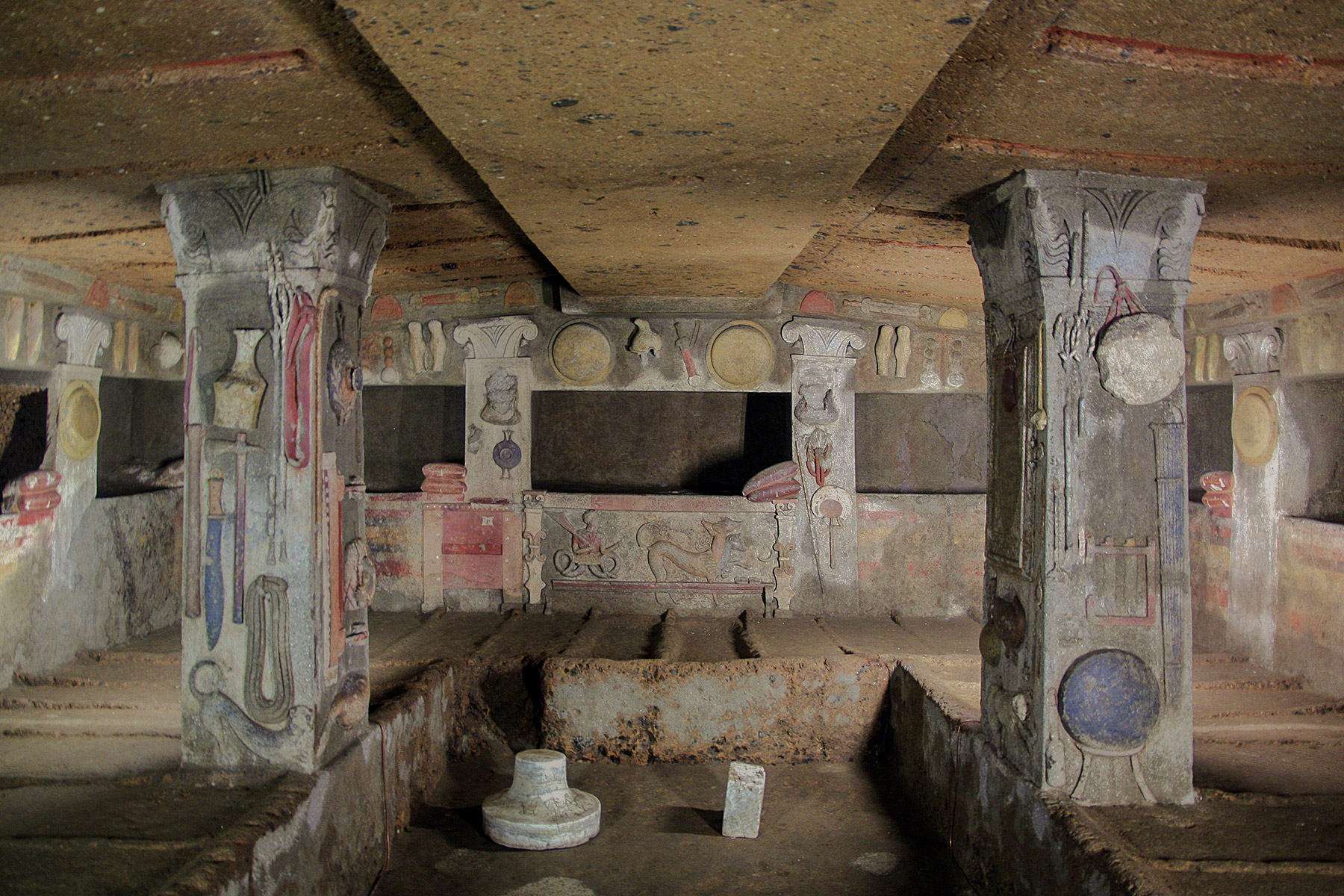
مقبره نقش برجسته‌ها در گورستان چروتری.

معماری اتروسکی (انگلیسی: Etruscan architecture) بین ۹۰۰ سال قبل از میلاد و ۲۷ قبل از میلاد ایجاد شد، زمانی که تمدن روم باستان به گسترش روم پرداخت و سرانجام تمدن اتروسکی را جذب کرد. اتروسک‌ها سازندگان قابل توجهی در سنگ، چوب و سایر مصالح معابد، خانه‌ها، مقبره‌ها و دیوارهای شهر و همچنین پل‌ها و جاده‌ها بودند. تنها سازه‌هایی که مانند وضعیت اولیه‌شان به مقدار کمی باقی مانده‌اند، مقبره‌ها و دیوارها هستند، اما از طریق باستان‌شناسی و سایر منابع، اطلاعات خوبی در مورد آنچه زمانی وجود داشته‌است، داریم.